# Hungría en los Juegos Paralímpicos de Pekín 2008
Hungría estuvo representada en los Juegos Paralímpicos de Pekín 2008 por un total de 33 deportistas, 23 hombres y 10 mujeres.

## Medallistas
El equipo paralímpico húngaro obtuvo las siguientes medallas:
| Nombre          | Deporte                    | Evento                         |
| --------------- | -------------------------- | ------------------------------ |
| Oro             |                            |                                |
| Tamás Sors      | Natación                   | 100 m mariposa S9 masculino    |
| Plata           |                            |                                |
| —               |                            |                                |
| Bronce          |                            |                                |
| Pál Szekeres    | Esgrima en silla de ruedas | Florete individual B masculino |
| Gitta Ráczkó    | Natación                   | 100 m braza SB5 femenino       |
| Tamás Sors      | Natación                   | 100 m libre S9 masculino       |
| Tamás Sors      | Natación                   | 400 m libre S9 masculino       |
| Zsolt Vereczkei | Natación                   | 50 m espalda S5 masculino      |